# Carl Fredrik Berling
Carl Fredrik Berling, född 16 april 1785 i Lund, död där 19 juni 1847, var en svensk boktryckare och akademiräntmästare.

## Biografi
Berling var son till boktryckaren Christian Fredrik Berling, ägare till Berlingska boktryckeriet, och Sara Catharina Fowelin. Han blev student vid Lunds universitet 1800, auskultant i Göta hovrätt 1804 och vice akademinotarie 1807. Han blev docent i juridik vid  Lunds universitet 1808 och var vikarierande professor i juridik under höstterminen 1810. Han var tillförordnad borgmästare i Lund 1821, och uppbar posten som Lunds universitets räntmästare från 1822 till sin död. Berling var även ordförande i förvaltningen av Skånska Städernas brandförsäkringsinrättning sedan 1828 och Ledamot i Direktionen för Skånska Hypoteksföreningen sedan 1836. Vid faderns död 1809 tog han över boktryckeriet och blev därigenom utgivare av Lunds Weckoblad och Malmö Tidning (1812–1835), en publicistisk bana som han kompletterade med författande av småskrifter i diverse ämnen. Han lämnade över utgivandet av Lund Weckoblad till sonen Fredrik Johan 1832, en överlåtelse som utökades med hela boktryckeriet 1835.
Carl Fredrik Berling var gift med Elisabeth Fredrika Palm. Förutom Fredrik Johan hade de, bland andra, sonen Edward Wilhelm Berling och dottern Cathrina Sophia Berling, mor till biskopen i Göteborgs stift Edvard Herman Rodhe. Makarna Berling är begravda på Norra kyrkogården i Lund.

## Utmärkelser
- Riddare av Kungliga Vasaorden (1826) [2]